# Faglia trasforme
In geologia, le faglie trasformi sono zone di frattura di dimensioni limitate, comprese fra due segmenti di una dorsale. Esse scorrono senza avvicinarsi o allontanarsi. Queste faglie non sono la causa della dislocazione dei vari tronconi della dorsale, ma rappresentano la conseguenza dell'espansione del fondale oceanico avvenuta in corrispondenza di ciascun troncone. 
La presenza delle faglie trasformi dimostra che l'espansione dei fondali oceanici avviene per segmenti separati. Ogni troncone di dorsale è la sede di formazione di fondale oceanico ed è separato da quelli adiacenti da due faglie trasformi. Il senso del movimento ai due lati della faglia è opposto solo nel tratto situato tra i due tronconi di dorsale: è lungo questo tratto che si generano i terremoti per attrito. Nei tratti esterni ai due tronconi di dorsale, il senso del movimento ai due lati della faglia è concorde.